# Europium(II)-carbonat
Europium(II)-carbonat ist eine chemische Verbindung des Europiums aus der Gruppe der Carbonate.

## Gewinnung und Darstellung
Europium(II)-carbonat kann durch Reaktion von Europium(II)-sulfat mit einer Natriumcarbonatlösung gewonnen werden.
{\displaystyle \mathrm {EuSO_{4}+Na_{2}CO_{3}\longrightarrow EuCO_{3}+Na_{2}SO_{4}} }

## Eigenschaften

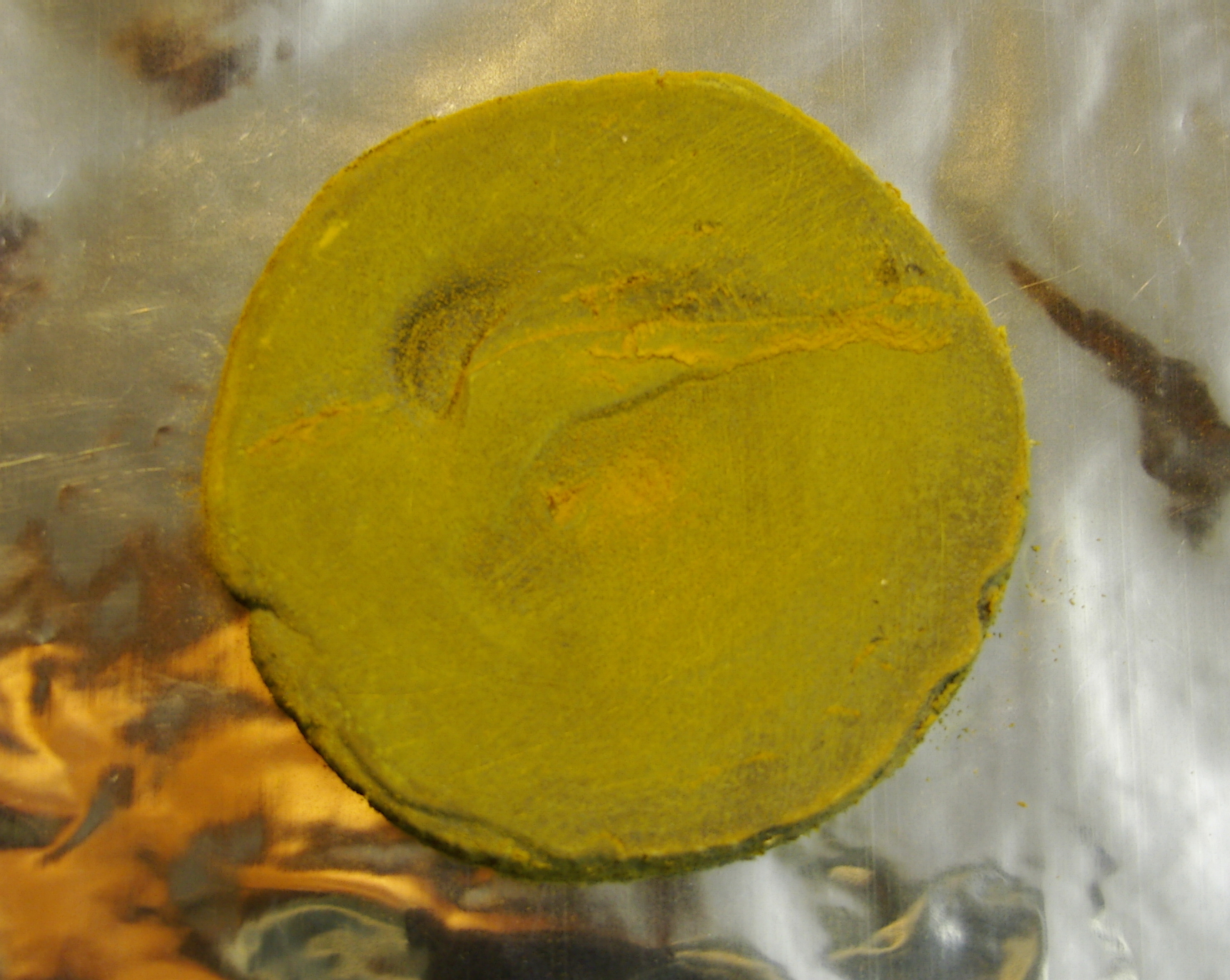
An der luft oxidiertes Europiummetall überzogen mit einer gelben Schicht bestehend aus EuCO_{3}

Europium(II)-carbonat ist ein gelber, nicht luftempfindlicher Feststoff, der schwer löslich in Wasser ist. Seine Kristallstruktur ist isotyp zu der von Aragonit und orthorhombisch mit der Raumgruppe Pmcn (Raumgruppen-Nr. 62, Stellung 5).